# Бишль, Маттиас
Маттиас Бишль (нем. Matthias Bischl; род. 21 мая 1988) — немецкий биатлонист, выступающий за Германию. Среди его наград следует отметить золото Чемпионата Европы по биатлону, и завоеванную бронзу в гонках такого же уровня. Завершил карьеру в сезоне 2017/2018.

## Биография
Дебют спортсмена на Кубке IBU произошёл в 2011 году.
На Кубке мира по биатлону, во время сезона 2015/2016, на этапе, проходящем в Хохфильцене спортсмен принял участие в спринте, где занял 58-ю позицию. Этот результат определил его стартовый номер в пасьюте, где спортсмен занял 49 место.
Спортсмен также принял участие на Кубке мира 2016/2017, где, по данным на 6 марта 2017 года, его лучшим результатом является 16 место в спринте, которое спортсмен заработал в Оберхофе, что располагается в Германии.

## Медальный зачёт

### Чемпионаты Европы по биатлону
Ниже предоставлена таблица медалей спортсмена, заработанных на Чемпионате Европы по биатлону.
| Чемпионат Европы по биатлону 2012 | Чемпионат Европы по биатлону 2012 | Чемпионат Европы по биатлону 2012 | Чемпионат Европы по биатлону 2012 | Чемпионат Европы по биатлону 2012 | Чемпионат Европы по биатлону 2012 |
| Медаль                            | Индивидуальная гонка              | Спринт                            | Пасьют                            | Эстафета                          | См. Эстафета                      |
| --------------------------------- | --------------------------------- | --------------------------------- | --------------------------------- | --------------------------------- | --------------------------------- |
| Золото                            | 0                                 | 0                                 | 0                                 | 1                                 | 0                                 |
| Серебро                           | 0                                 | 0                                 | 0                                 | 0                                 | 0                                 |
| Бронза                            | 0                                 | 0                                 | 0                                 | 0                                 | 0                                 |
| Чемпионат Европы по биатлону 2014 |                                   |                                   |                                   |                                   |                                   |
| Золото                            | 0                                 | 0                                 | 0                                 | 0                                 | 0                                 |
| Серебро                           | 0                                 | 0                                 | 0                                 | 0                                 | 0                                 |
| Бронза                            | 0                                 | 0                                 | 0                                 | 1                                 | 0                                 |